# Соланто (Палермо)
Соланто је насеље у Италији у округу Палермо, региону Сицилија.
Према процени из 2011. у насељу је живело 303 становника. Насеље се налази на надморској висини од 36 м.